# Philippe Elan

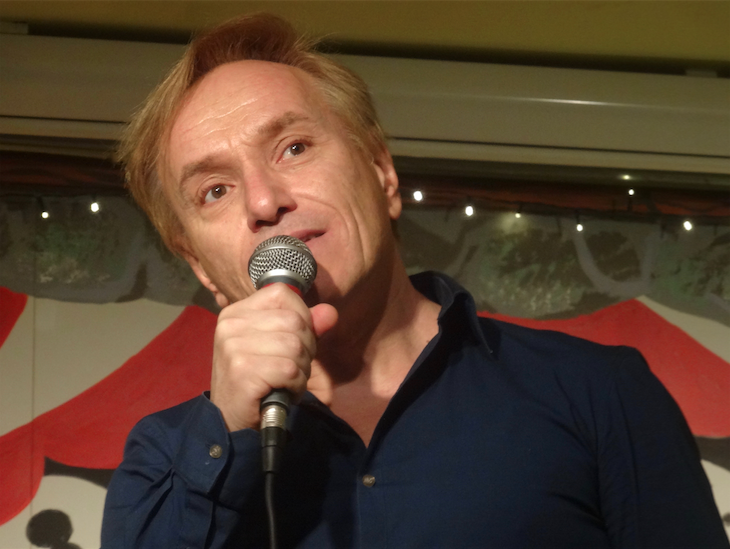
Philippe Elan live in 2017

Philippe Elan (Lectoure, 1960) is een Franse chansonnier en Edisonwinnaar die bekendstaat als ambassadeur van de Franse muziek in Nederland.

## Levensloop
Elan verhuisde in de jaren tachtig naar Amsterdam, waar in 1988 zijn theaterdebuut plaatsvond. Enkele jaren voor zijn debuut won hij het Nederlandse Chansonconcours van de Alliance française in 1986. Zijn debuutalbum, Chansons Classiques, met het Gemini Ensemble, werd in 1991 bekroond met een Edison, waarna radio- en televisieoptredens in Nederland, Frankrijk en België volgden.
Elan heeft door de jaren heen met vele verschillende muzikanten gewerkt. Zo werd hij begeleid door onder anderen Cor Bakker, Louis van Dijk, Martijn Breebaart, Holland Symfonia en de Johan Willem Friso Kapel. Hij heeft onder andere opgetreden met Laura Fygi en Liesbeth List en in Frankrijk met Isabelle Aubret. In 2011 verscheen zijn negende album, Horizons, dat hij samen met Reyer Zwart, zijn huidige arrangeur en begeleider, maakte. In de zomer van 2014 haalde Elan de top 10 van DE NED TOP 40 van NED.fm, met zijn single "L'été est là".
In 2016 kwam zijn album "Paris - Amsterdam " uit, samen met Thérèse Steinmetz, en in 2019 verscheen de symfonische album Ma France samen met het Residentie Orkest. Na het verschijnen van het album Quelques mots d'amour tourde Philippe in 2020/2021 langs de Nederlandse theaters, begeleid door Reyer Zwart. Op 7 april 2023, verschijnt het studio-album "Enfer et Paradis".

## Discografie

### Albums
- "Chansons classiques" (1990) met het Gemini Ensemble - Edison award 1991
- "Démasqué" (1992)
- "Chansons magnifiques"(1994) met het Gemini Ensemble
- "Tricolore" (1996)
- "Toujours" (2000)
- "Live in concert" (2002)
- "Du jaune, du blanc" (2005)
- "C'est la vie" (2007) begeleid door Louis van Dijk en Cor Bakker.
- "Horizons" (2011)
- "Sax avec Elan" (2015) Begeleid door het Amstel Quartet.
- "Paris-Amsterdam / dialogue musical" (2016), samen met Thérèse Steinmetz en Nico van der Linden[2]
- "Ma France" - Chansons Symphoniques (2019) met het Residentie Orkest (CD en digitaal)
- "Quelques mots d'amour" (2021) met Reyer Zwart (CD en digitaal)
- "Enfer et Paradis" (2023)

### Singles
- "Stéphanie au violon" (1994)
- "Dites-moi pourquoi", Franse versie van Ik zou wel eens willen weten (1996)
- "Chiamalo amore" (1997)
- "Si jamais" (2000)
- "L'été est là" (2014)
- "En rêve on se voit" (2018)
- EP: "Manège à trois" (2019), met Thérèse Steinmetz en het Amstel Quartet (vinyl en digitaal)
- "Ma France" (2019) met het Residentie Orkest
- "Adieu monsieur le professeur" (2021) met Reyer Zwart
- "Les vacances" (2021) met Francis van Broekhuizen
- "Doux soleil" (2023)
- "Enfer et paradis"  (2023)

### Dvd's
- "Live en concert" (2003)
- "C'est la vie" (2009), samen met Cor Bakker en Louis van Dijk